# カルヴィ (イタリア)
カルヴィ（イタリア語: Calvi）は、イタリア共和国カンパニア州ベネヴェント県にある、人口約2,600人の基礎自治体（コムーネ）。

## 地理

### 位置・広がり
ベネヴェント県南東部のコムーネ。県都ベネヴェントから南東へ9kmの距離にある。

#### 隣接コムーネ
隣接するコムーネは以下の通り。括弧内のAVはアヴェッリーノ県所属を示す。
- アーピチェ
- ピエトラデフージ (AV)
- サン・ジョルジョ・デル・サンニオ
- サン・ナッツァーロ
- ヴェンティカーノ (AV)

## 行政

### 分離集落
カルヴィには、以下の分離集落（フラツィオーネ）がある。
- Cubante, Li Mai, Piano Casiello, Piano Rose